# Biserica de lemn din Ruscova-Oblaz

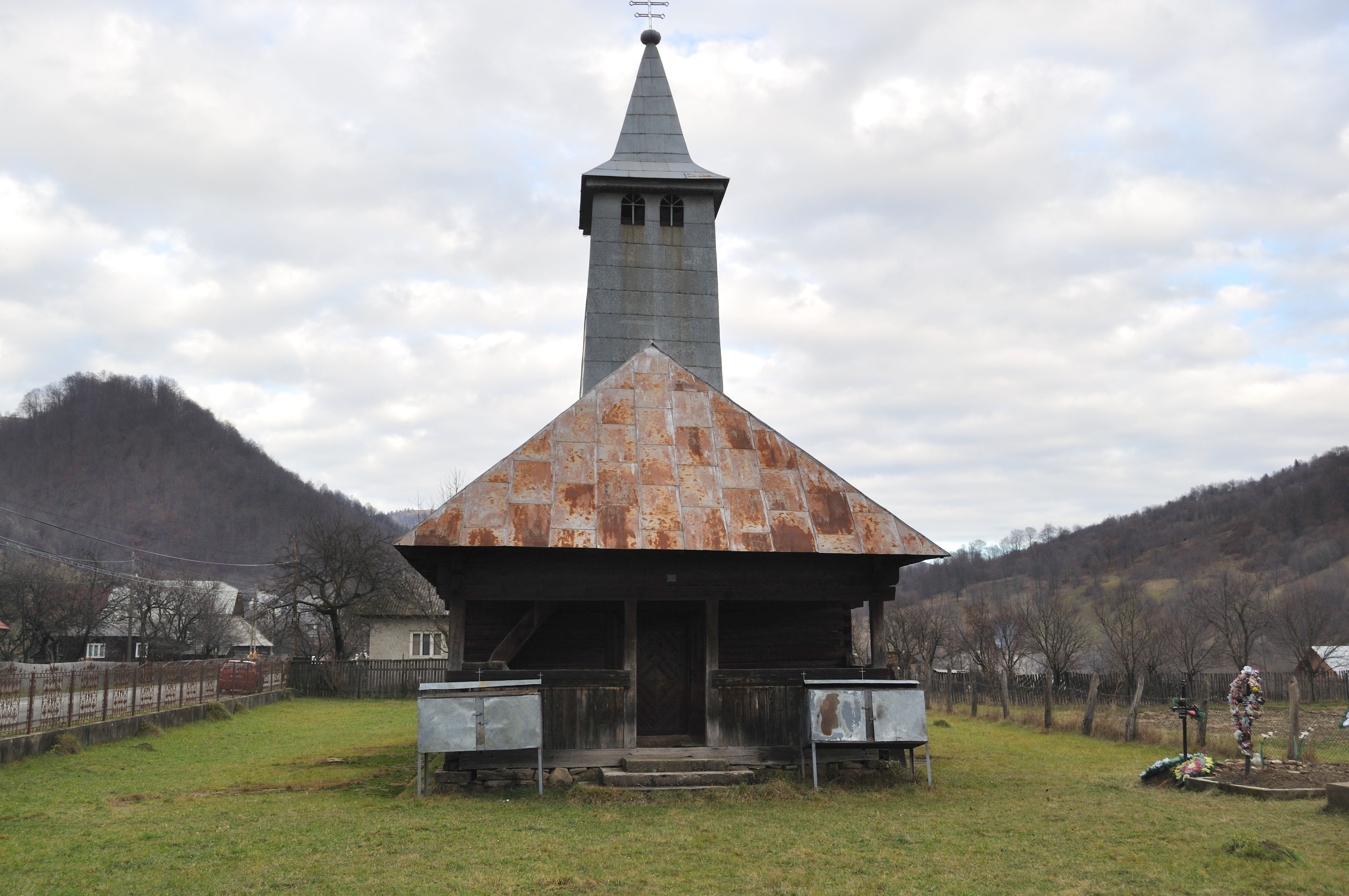
Biserica de lemn „Sfântul Ierarh Nicolae” din Ruscova-Oblaz, comuna Ruscova, județul Maramureș, foto: decembrie 2010.

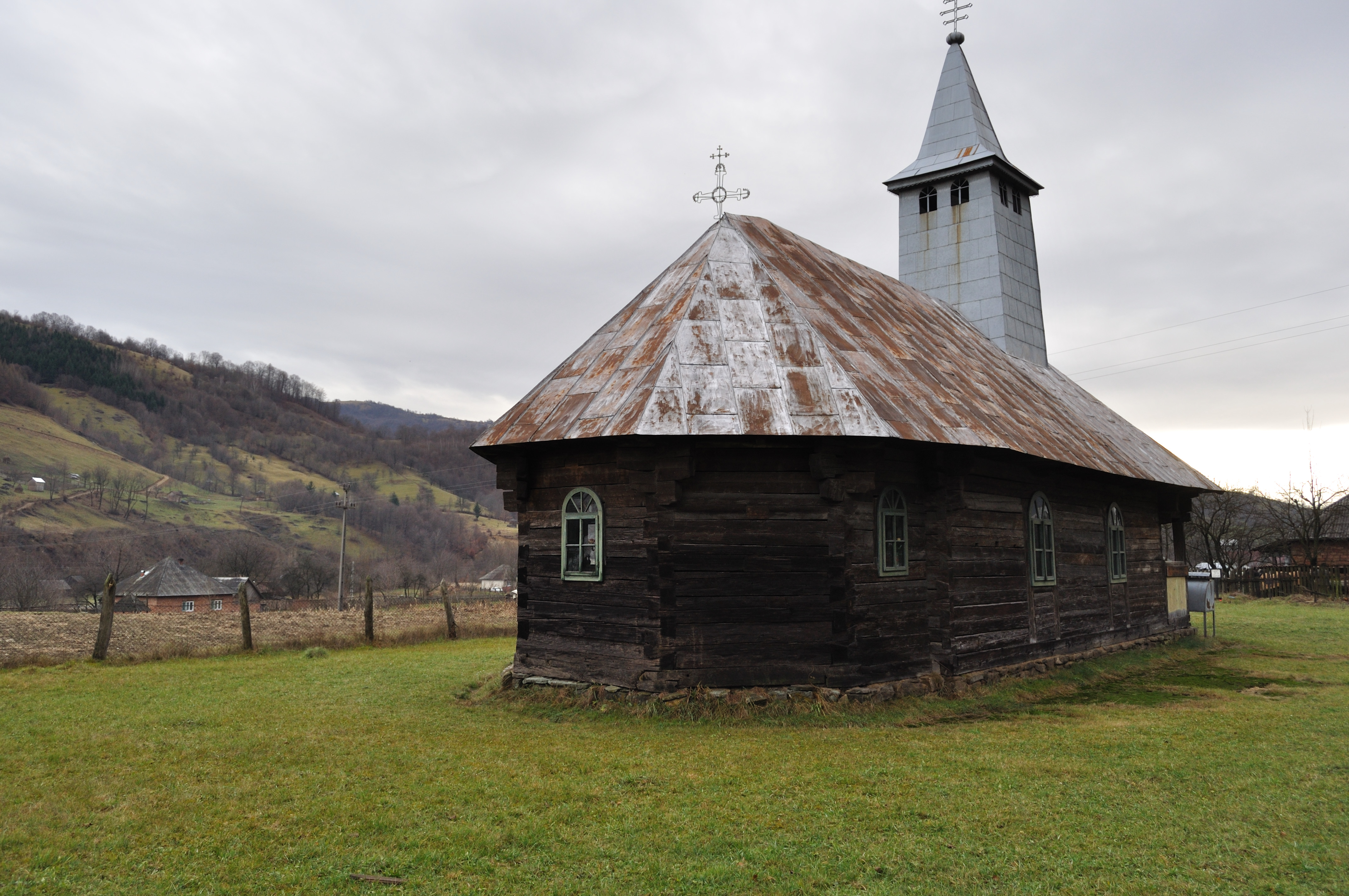
Biserica (nord-est)

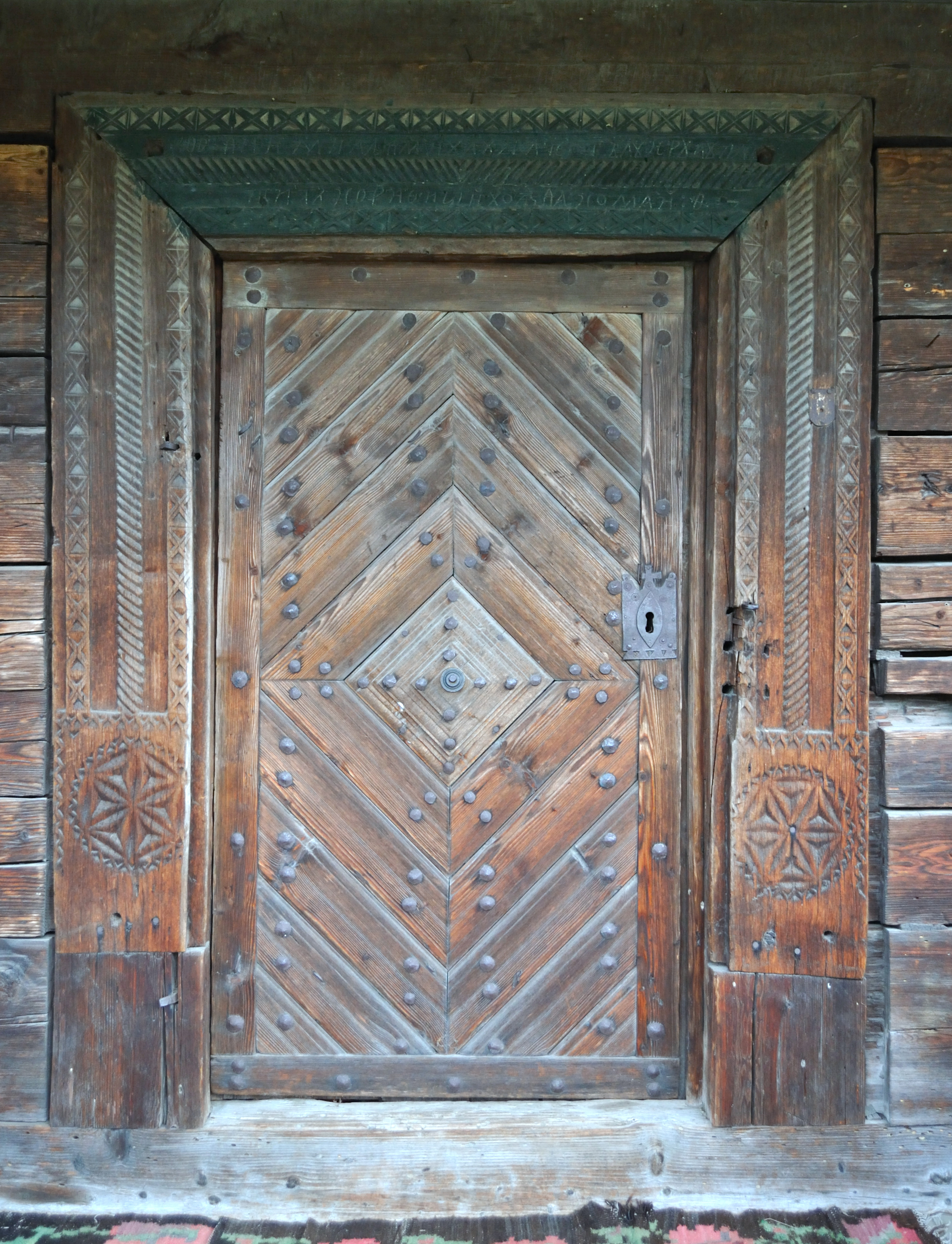
Portalul exterior

Biserica de lemn din Ruscova-Oblaz se află în cătunul Oblaz, localitatea Ruscova (județul Maramureș) și are hramul „Sfântul Ierarh Nicolae”. 
Biserica a fost ridicată pe locul actual în 1954, din lemnele fostei biserici parohiale din Ruscova. În Ruscova, biserica de lemn a fost adusă, la rândul ei, din parohia de jos a Moiseiului, unde a fost construită în 1779. Chiar dacă nu mai respectă formele inițiale biserica de lemn din Ruscova-Oblaz păstrează în mare parte materialul original. Se remarcă câteva detalii vechi integrate în noua construcție, îndeosebi portalul frumos sculptat de la intrare, cu pisania de la 1779. Biserica nu este protejată de Legea Monumentelor Istorice deși este un important document istoric de secol XVIII păstrat în Valea Vișeului.

## Istoric și trăsături
Este așezată pe Drumul Județean 187, drum ce merge spre Poienile de sub Munte, în cătunul Oblaz. Biserica de lemn este foarte veche, fiind adusă în zonă din comuna Moisei. Momentul ridicării ei în parohia Moisei Josani este surprins de pisania de pe portal. Textul pisaniei, scris în limba română cu litere chirilice, afirmă că în anul „1779 din mila D[o]mnului acest lucru au plătit corat[or] Ion Hojda Coman”. În Moisei biserica de jos era cunoscută sub numele de biserica Comăneștilor, ctitorită de familia nobilă Coman. La sfârșitul secolului al XIX-lea, biserica de lemn din Moisei Josani, fiind înlocuită de o nouă biserică de zid, a fost dăruită locuitorilor din Ruscova, a căror biserică fusese mistuită într-un incendiu. Până în 1954 a fost amplasată în centrul comunei, ulterior fiind mutată în cătunul Oblaz.
Comuna Ruscova are o populație de circa 5000 de locuitori, în proporție de 99% ucraineni. În cătunul Oblaz a luat ființă, în 1922, primul nucleu al credincioșilor ucraineni, care în 1948 au trecut la ortodoxie.
Biserica este în prezent acoperită cu tablă, iar pereții interiori sunt căptușiți cu placaj, fapt care îi alterează aspectul inițial. Din patrimoniul ei mobil fac parte două icoane valoroase: icoana de hram, „Sfântul Nicolae”, pictată pe pânză, și o icoană a Mântuitorului, care a fost restaurată.

## Galerie de imagini

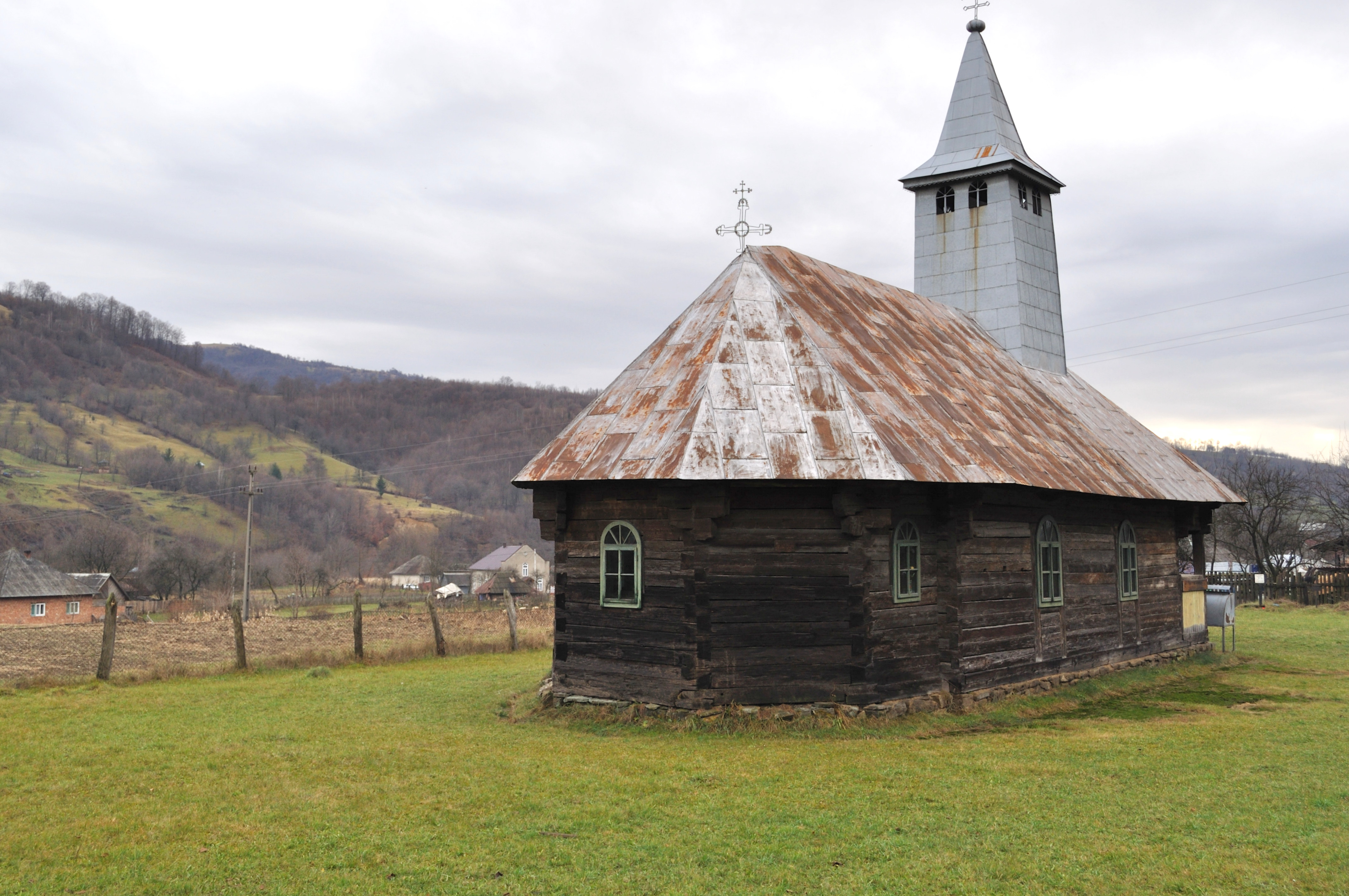
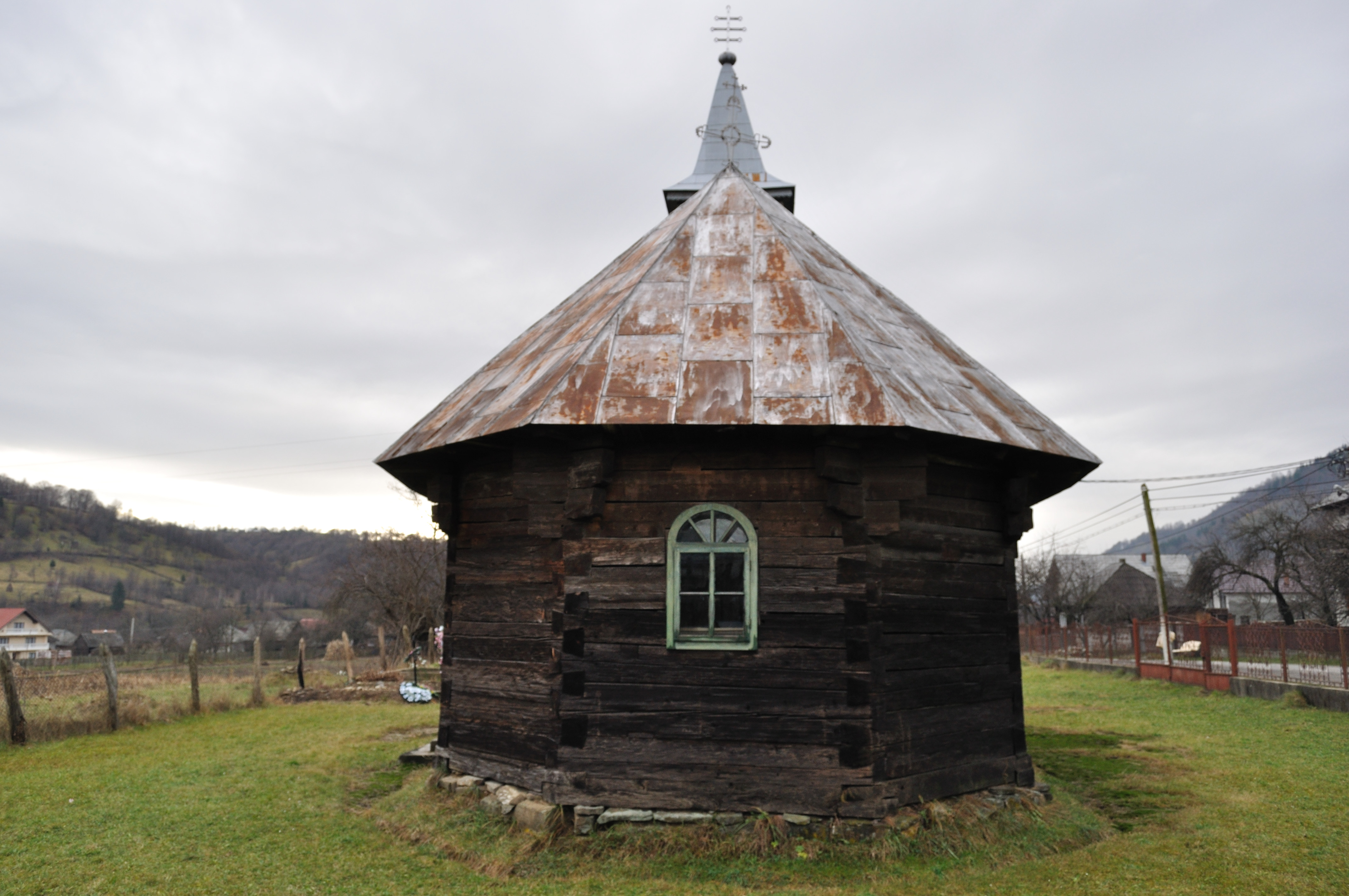
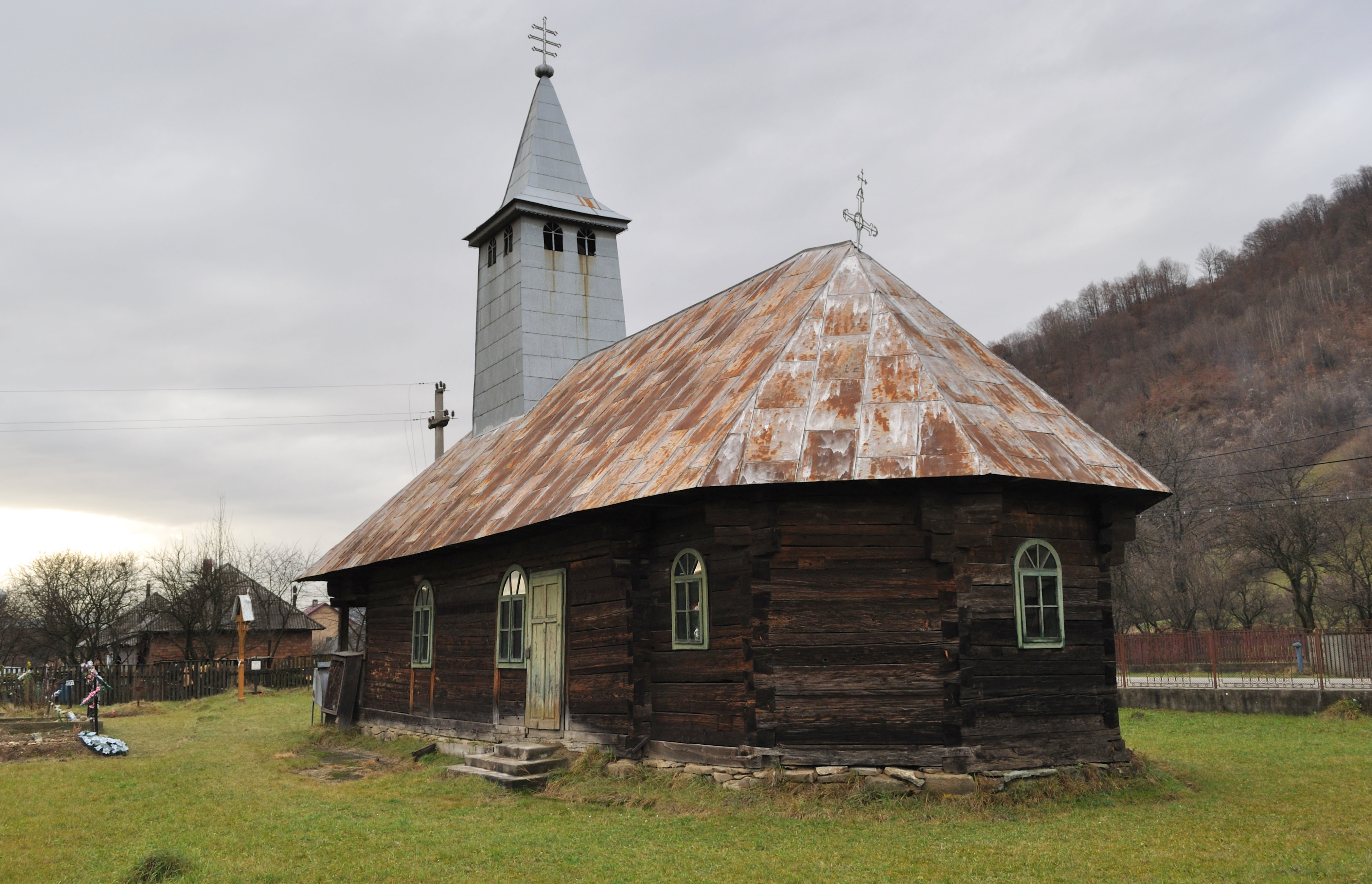
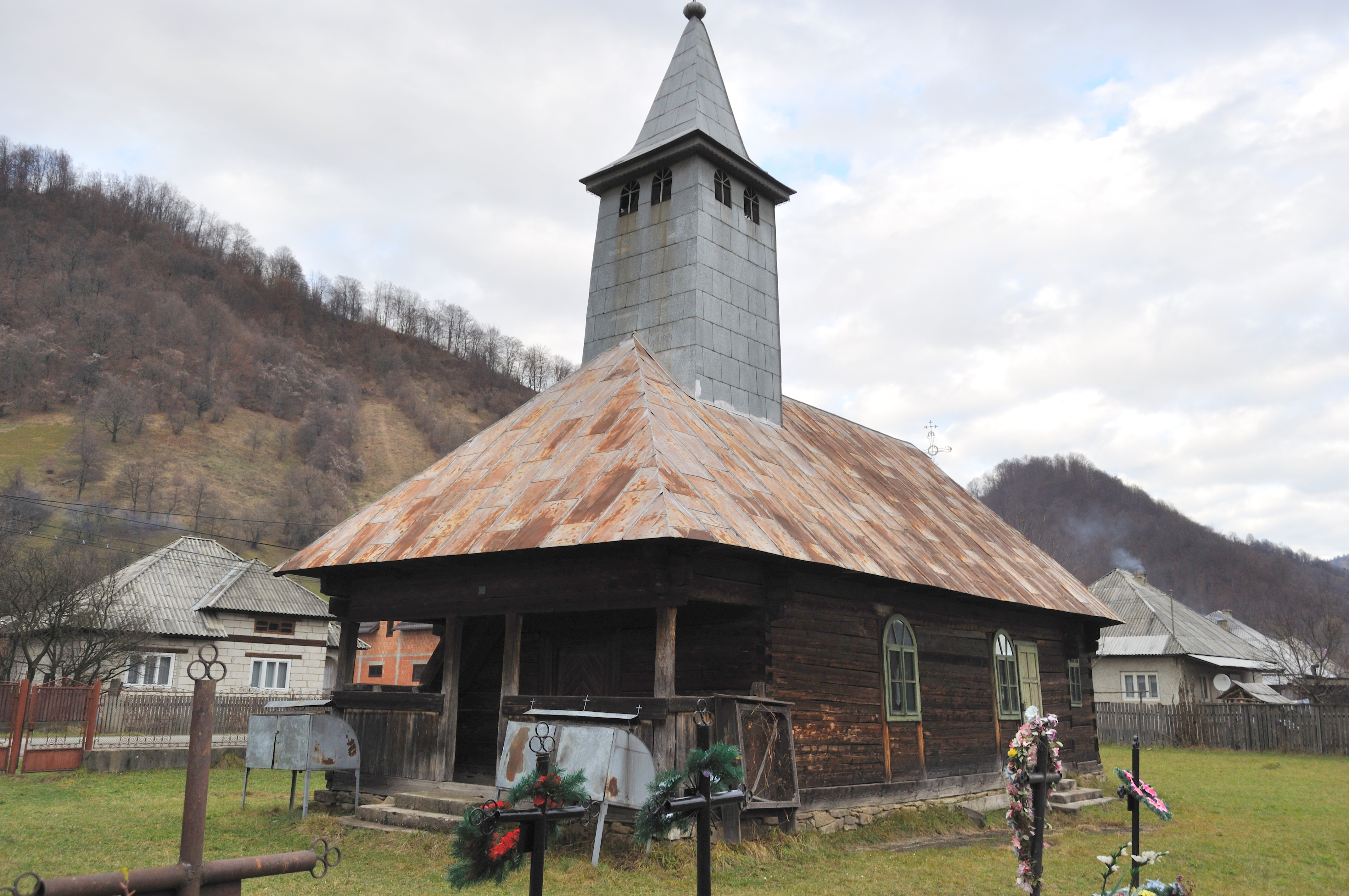
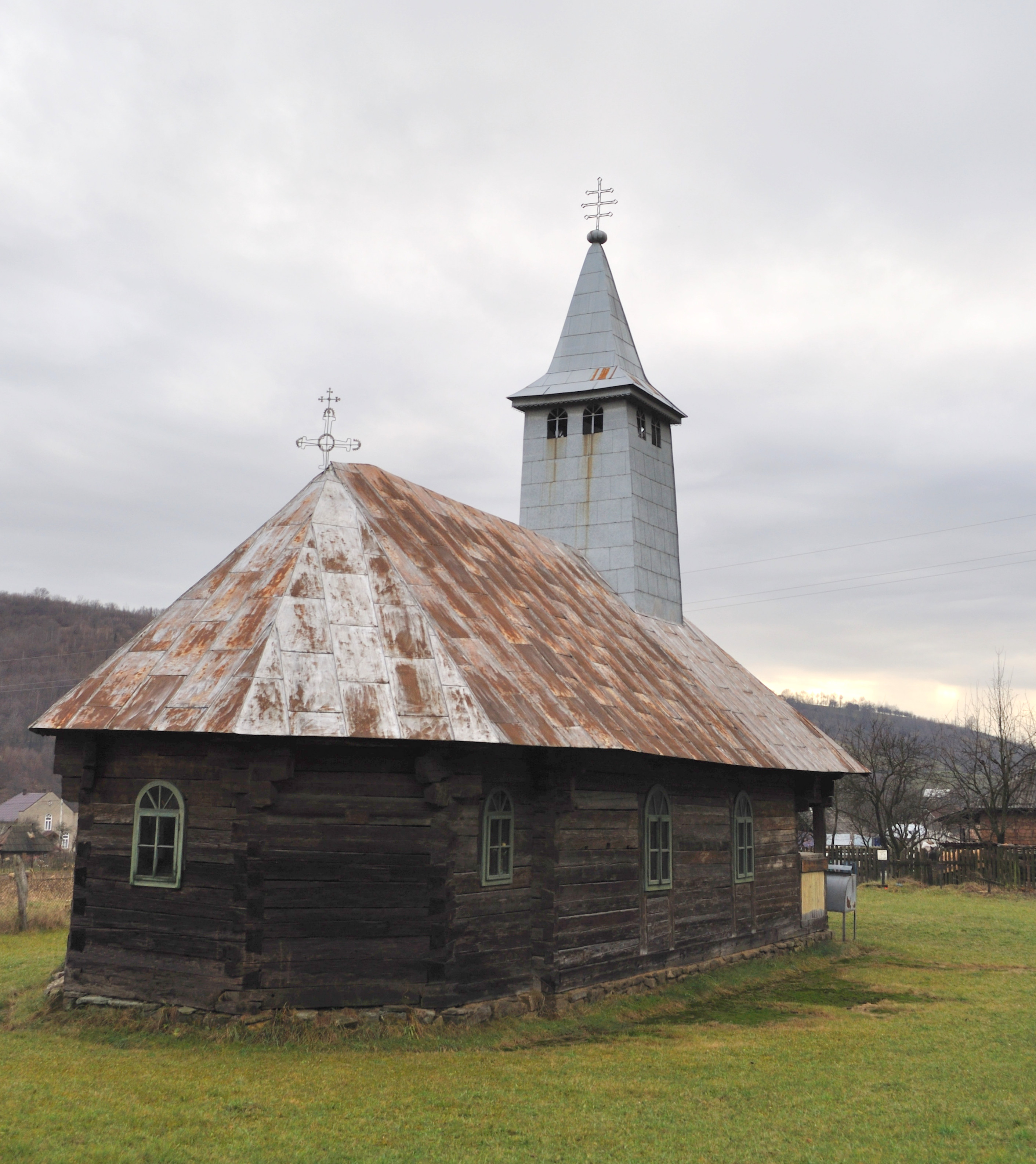